# Amasijo
Amasijo es una novela de la escritora chilena Marta Brunet, publicada en 1962 y que es considerada una de las primeras obras de su estilo en el país que aborda de manera directa la homosexualidad masculina. Fue la última novela publicada por Brunet antes de su muerte en 1967.

## Sinopsis
Amasijo es descrita como una biografía novelada de Julián García, narrando su historia desde su nacimiento y hasta su suicidio; su padre presentaba una obsesión con los senos femeninos y su madre, Lina, se casó al salir de secundaria. El padre de Julián fallece durante la infancia del protagonista, por lo que la madre comienza a tratarlo de manera sobreprotectora, llegando a amamantarlo más allá del periodo normal de lactancia —lo cual, de acuerdo al psicoanálisis, desarrollaría la homosexualidad a partir de una fijación en la fase oral—.
Durante su infancia, y dado que la madre del protagonista quería una hija, Julián es vestido con prendas de color rosado y lo trata como «ricitos de oro» y lo considera como «una niñita» o «una princesita». Desarrolla una carrera como dramaturgo y escribe una obra de teatro, a la vez que desarrolla una relación con Teresa, una mujer a la que le confiesa su homosexualidad; posteriormente seduce a Florindo, un campesino a quien el protagonista lo convierte en actor y luego lo abandona. Según Óscar Contardo, la novela relata —de forma delicada— la relación entre dos hombres en una época en que el tema era considerado tabú.
Luego de sus conflictos internos y sentirse infeliz, debido principalmente a su homosexualidad, Julián decide suicidarse saltando desde una plataforma en el teatro donde se iba a estrenar su obra.

## Recepción
La publicación de Amasijo generó comentarios mixtos entre los críticos literarios de la época; Carlos Ossa en El Siglo cuestionaba la capacidad de Brunet para alejarse de los temas habituales de sus novelas, señalando que «la autora parece no haber podido superar su Montaña adentro, que escribió cuando sólo tenía veintidós años». Miguel Ángel Díaz señala en la revista Occidente en 1973 que la novela constituía el punto cúlmine de «una trayectoria de relevantes méritos humanos y artísticos y tratándose del valor más alto que tiene nuestra literatura criollista o vernácula a través de toda su historia, no hace más que confirmar su sólido prestigio».
Eleazar Huerta señaló en Las Últimas Noticias que «quienes se centren en el protagonista solo captarán la técnica del libro», indicando que lo intuido se encuentra en los personajes femeninos de la novela. La revista Ercilla critica que los diálogos «parecen un poco estilizados, algo temerosos», mientras que el diario El Heraldo de Linares pone énfasis en que Amasijo es una de sus pocas novelas en que la trama se desarrolla en un ambiente netamente urbano, a diferencia de la mayoría de las obras de Brunet que se desarrollan en contextos rurales.